# Changer de révolution. L'inéluctable prolétariat
Changer de révolution. L'inéluctable prolétariat est un essai de Jacques Ellul paru en 1982. Troisième volume d'une trilogie consacrée au thème de la révolution, il prolonge Autopsie de la révolution (1969) et De la révolution aux révoltes (1972).
Dans cet ouvrage, Ellul étudie dans un premier temps le sens original de la pensée marxienne, en opposition à ce qu'est devenu le marxisme. Il explore ensuite les révolutions du XXe siècle en rapport avec le passage d'une société industrielle à une société technicienne. Il imagine enfin la manière dont la technique moderne pourrait être réappropriée, détournée de son rôle dominant, pour mener une révolution possible et nécessaire vers une société conviviale.
Les éditions de la Table Ronde ont réédité l'ouvrage en mars 2015,.

## Marx & marxisme
La présentation qui suit reprend celle qu'en fait Frédéric Rognon en 2007 dans son livre "Jacques Ellul. Une pensée en dialogue".

### Marx revisité
Ellul commence par rappeler, et par approuver, la théorie de Marx sur les contradictions internes au capitalisme : le capital se concentre entre les mains d’un nombre de plus en plus réduit d’individus, tandis que s’accroît indéfiniment le prolétariat, composé des déracinés et des exploités, aliénés et dépossédés d’eux-mêmes, réduits à n’être plus qu’un « appendice de la machine ». Or, plus le capitalisme accumule de capitaux, plus il produit de marchandises, et plus diminue le nombre de ceux qui peuvent les acheter, ce qui multiplie et exacerbe les crises de surproduction et de sous-consommation. Le point de rupture sera atteint lorsque le prolétariat, devenu une force considérable, se soulèvera. Jacques Ellul acquiesce : « Je crois fermement que cette analyse de Marx est exacte ».

### Le marxisme, déviation de Marx
Cependant, par rapport à la pensée marxiste, se sont produits deux événements imprévus : la révolution de 1917 a eu lieu dans un pays au prolétariat presque inexistant, et dans les nations occidentales développées, la société technicienne a pris le relais de la société industrielle. De ce fait, d’une part, c’est le régime communiste qui, en URSS, a produit le prolétariat, et n’a nullement aboli la condition prolétarienne ; et d’autre part, dans les pays capitalistes, c’est la technique qui est devenue la véritable force créatrice de valeur, à la place du travail humain : « Toute la théorie de Marx est renversée par le simple processus technicien ».

## Révolutions passées

### La révolution russe
Ellul parcourt ensuite l’URSS, la Chine et le Tiers Monde, pour montrer la croissance considérable du prolétariat dans le monde entier. En Union soviétique, il existe un prolétariat libre, avec les mêmes caractères qu’en régime capitaliste, et un prolétariat du goulag, dont le travail forcé est l’expression d’un besoin économique : cela permet d’avoir une main-d’œuvre ne coûtant pratiquement rien, réduite au strict minimum vital et totalement disponible, c’est-à-dire un véritable prolétariat. Le système des camps constitue aussi un moyen de pression, à l’instar du chômage en régime capitaliste, pour inciter les ouvriers libres à produire à n’importe quelle condition. Le prolétariat n’est donc pas le produit direct du capitalisme, mais de l’industrialisation. Par conséquent, partout dans le monde où l’on s’oriente vers l’industrialisation, vers la modernisation accélérée de l’économie et l’urbanisation, il y a, et il y aura davantage encore, création d’un prolétariat, quel que soit le régime politique.

### La révolution chinoise
La Chine a voulu éviter les drames de la concentration industrielle. Mais dès la mort de Mao, le pays s’est engouffré dans la voie de la croissance économique par tous les moyens, et par conséquent dans celle de l’industrialisation. La condition prolétarienne s’était déjà considérablement développée sous Mao avec les camps de concentration, caractéristique du monde communiste qui remplit la même fonction que le prolétariat capitaliste ; elle est maintenant généralisée : « La révolution chinoise a donc été vaincue par l’impératif technicien ».

### La révolution dans le Tiers Monde
Les pays du Tiers Monde sont devenus des « nations prolétaires » par rapport à un monde « capitalo-socialiste » industrialisé. Et quand un état du Tiers Monde sort de ce statut de « nation prolétaire », c’est pour produire lui-même un prolétariat interne, tandis qu’une petite catégorie de population est seule à profiter de l’enrichissement global. Les élites sont obsédées par le progrès industriel, de sorte que c’est généralement le passage au « socialisme » qui, s’accompagnant de la nécessité de l’industrialisation, entraîne la formation d’un énorme prolétariat.

## Révolution potentielle

### Aujourd'hui
Au terme de ce parcours, Jacques Ellul se pose la double question : peut-on supprimer le prolétariat dans les pays développés, et accélérer dans le Tiers Monde le passage par la phase d’industrialisation, qui s’accompagne nécessairement d’un phénomène de prolétarisation, vers l’étape postindustrielle ? Dans notre société technicienne, il reste des poches de condition prolétaire, et surtout surgit un nouveau prolétariat, lié à la technique, à la consommation et à la conformisation : il présente la même aliénation et les mêmes caractéristiques que le prolétariat industriel, sauf la misère. Le prolétaire de la société technicienne est un homme déraciné, dépossédé de lui-même, hypnotisé par la technique, et globalement satisfait de son sort.

### Révolution avec la technique
Et pourtant, contre toute attente, Jacques Ellul affirme, au terme de son essai, que du fait d’une extraordinaire conjonction de facteurs historiques et techniques, une issue se présente à nous aujourd’hui, susceptible de résoudre les problèmes de la société technicienne et ceux du Tiers Monde. Les progrès de la micro-informatique et les mouvements du socialisme non étatique pourraient se féconder pour saisir cette chance historique. Il s’agirait de réaliser « la seule révolution qui consiste à s’emparer non pas du pouvoir mais des potentialités positives des techniques modernes et à les orienter dans le sens unique de la libération de l’homme ».
Ellul résume ce programme révolutionnaire en cinq points :
- la reconversion totale de la puissance productrice de l’Occident par une aide totalement désintéressée au Tiers Monde, en vue de la satisfaction de ses besoins réels ;
- le choix délibéré et courageux de la non-puissance, ce qui signifie le renoncement aux moyens militaires et à l’État centralisé ;
- l’éclatement et la diversification dans tous les domaines ;
- la réduction drastique du temps de travail ;
- l’abolition du salariat, remplacé par la répartition entre tous, travailleurs et non-travailleurs, du produit annuel de la richesse.

### La technique alliée
La micro-informatique permettrait cette mutation, car elle rend possible l’éclatement et la coordination des unités de décision. Mais il faut saisir cette occasion historique avant que la micro-informatique ne soit « prise », « au sens d’une banquise ou d’une mayonnaise », par le système technicien, car alors, « il sera rigoureusement trop tard ».

### Révolution & spiritualité
À la fin de l'ouvrage, Ellul anticipe les réactions de ses lecteurs : après avoir affirmé, depuis les années 1930, "l’autonomie de la technique", "l’impuissance de la politique", "l’impossibilité de la révolution"... comment imaginer que l’homme serait capable, grâce à la micro-informatique, de maîtriser et d’orienter la société technicienne ? L’auteur se justifie par une profession de foi : « je quitte maintenant le domaine du constat et de l’exigence pour entrer dans celui de la conviction personnelle, du témoignage et de la proposition. Je crois. (Et c’est maintenant affaire de foi explicite) je crois qu’en définitive seule la Révélation de Dieu en Jésus-Christ pourrait donner à la fois le levier et le point d’appui ». 
La désacralisation de la technique et l’esprit de non-puissance (qui consiste - à la différence de l'impuissance - à pouvoir user de moyens de puissance mais décider de ne pas le faire) ne peuvent se développer que sur la base d’une conversion radicale et Ellul témoigne ici de sa foi.
Six ans plus tard, finalement, il abandonnera tout espoir relatif à l'informatique : « j’estime que la partie est perdue. Et que le système technicien, exalté par la puissance informatique, a échappé définitivement à la volonté directionnelle de l’homme ».